# Ša-la-la
A Ša-la-la a Srebrna krila együttes negyedik nagylemeze, mely 1981-ben jelent meg kinyitható borítóval. A lemezhez egy négy oldalas képmelléklet is tartozik. Kiadta a Jugoton, katalógusszáma: LSY 10010.

## Az album dalai

### A oldal
1. Slomi u sebi svoj bijes (2:29)
2. Manuela cha-cha-cha (2:40)
3. Silvi	(5:31)
4. Mi smo vjerni našoj ljubavi (2:44)
5. Šalio se ja (2:36)

### B oldal
1. Dajem ti iz ljubavi pet (3:14)
2. Brigadirska pjesma (3:11)
3. Fontana sna (3:07)
4. Ne okreći se (2:41)
5. Reci mi istinu (3:35)